# Liturgie des Heures

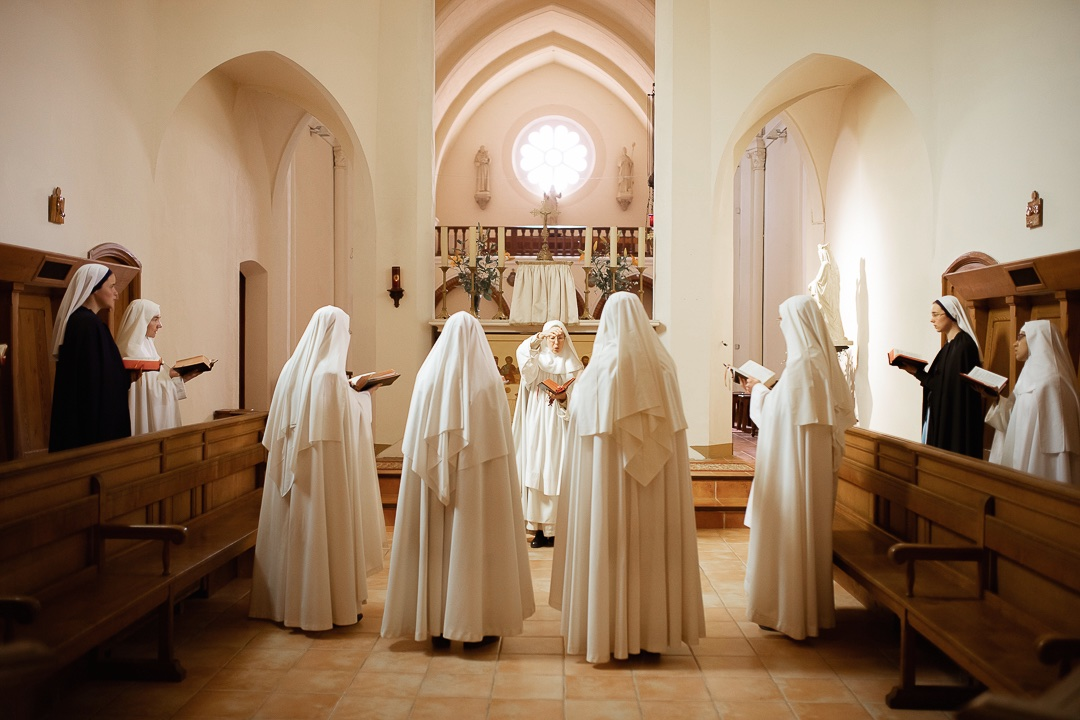
Chanoinesses de la Mère de Dieu à l'office des vêpres, Azille, Aude.

La liturgie des Heures ou office divin, est dans l'Église catholique un ensemble de prières quotidiennes appelées offices (ou heures canoniales), célébrées à différents moments de la journée.  Le sens de cette liturgie est de sanctifier le temps à travers la récitation ou le chant des textes bibliques, en particulier les psaumes. C'est à la fois une prière de supplication et de louange, qui rythme la journée et la nuit.
La liturgie des Heures est la grande prière quotidienne de l'Église. Elle est à la base de la vie de prière des moines et des consacrés. Elle est célébrée quotidiennement par les prêtres, les diacres et les religieux, selon les obligations qui leur incombent,. Les fidèles laïcs sont aussi encouragés à prier l'office divin : ils sont de plus en plus nombreux depuis le concile Vatican II à en faire leur prière quotidienne.
L'église catholique privilégie la célébration commune de la liturgie des Heures. C'est ainsi qu'elle est vécue dans les communautés religieuses ou paroissiales, favorisant aussi le chant. Mais la richesse de ces prières est également reconnue pour les fidèles qui la célèbrent seul.
La liturgie des Heures a pris différentes formes au fil des siècles. Aujourd'hui, elle est habituellement constituée de 7 offices : office des lectures (ou matines), laudes, vêpres, tierce, sexte, none, complies.

## Définitions et terminologie

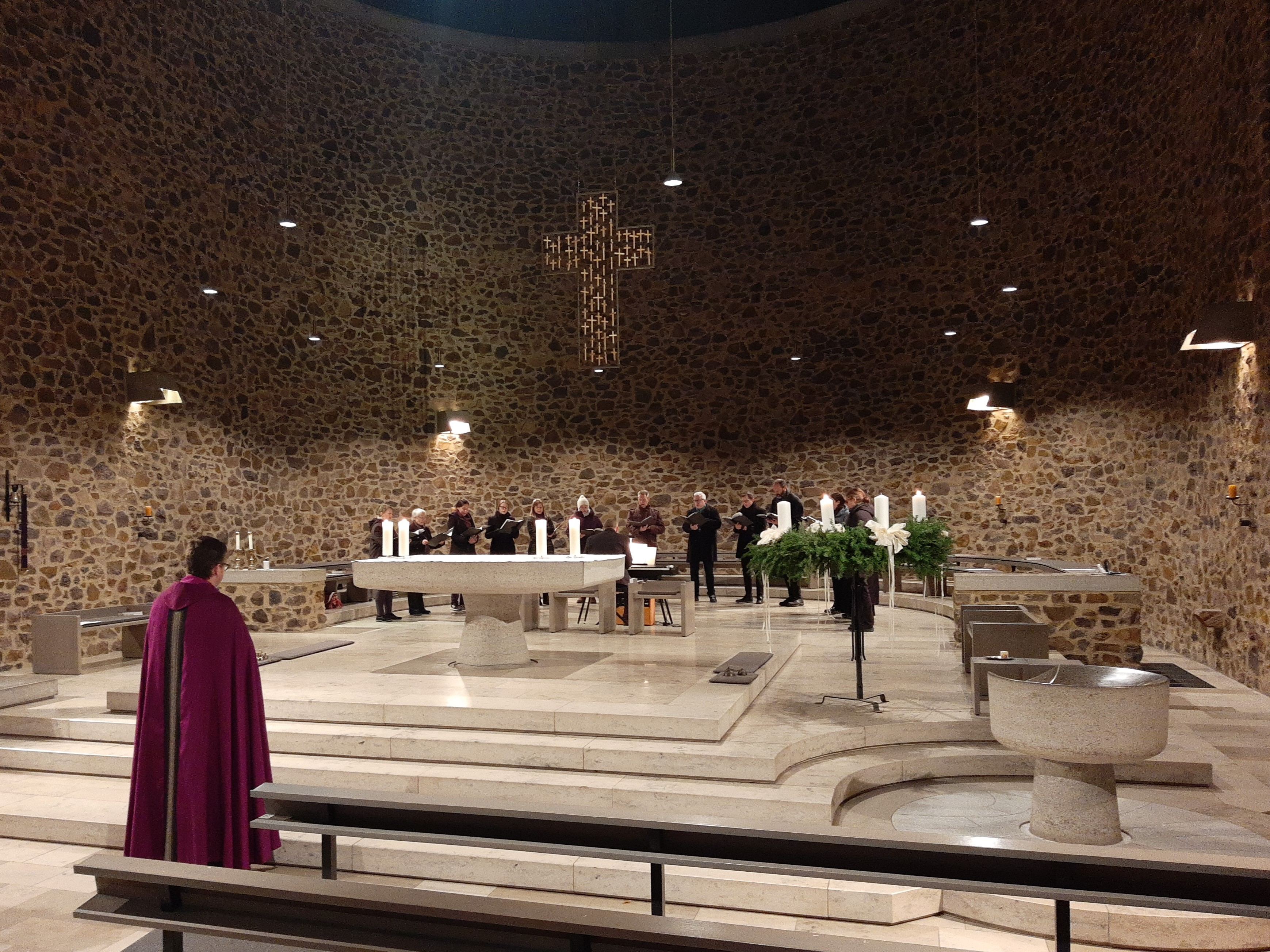
Vêpres au temps de l'Avent en l'église Saint-Martin à Idstein.

La liturgie des Heures est parfois désignée par différentes appellations, plus ou moins courantes : prière des Heures, prière du temps présent, office divin, bréviaire, opus Dei, ou encore horloge[réf. nécessaire] dans les Églises orientales et orthodoxes.
« L’office divin, d’après l’antique tradition chrétienne, est constitué de telle façon que tout le déroulement du jour et de la nuit soit consacré par la louange de Dieu. » (concile Vatican II).

## Histoire
Par la constitution apostolique Laudis canticum du 1er novembre 1970, Paul VI promulgue la « Liturgia Horarum », nouvel office divin réalisé en exécution des décisions du concile Vatican II. L'ouvrage actuel, composé de quatre volumes, s'appelle « La Liturgie des Heures ». Il existe une version sans les lectures de l'office des lectures (anciennement vigiles/matines) en un volume unique (dont le titre est Prière du Temps présent).
Désormais, ceux qui utilisent le plus souvent le terme « Bréviaire», sont les catholiques traditionalistes qui prient l'Office divin selon l'édition dite « de 1962 » du bréviaire romain.

## Composition catholique actuelle

### Office séculier (ou office romain)
Les fidèles pratiquants prient tout ou partie de la liturgie des Heures et y sont fortement invités depuis le Concile Vatican II. Les prêtres et les diacres s'engagent eux à prier toute la liturgie des Heures. Aux diacres permanents, compte tenu de leurs obligations professionnelles, est demandé de prier l'office des laudes et celui des vêpres.

#### Développement

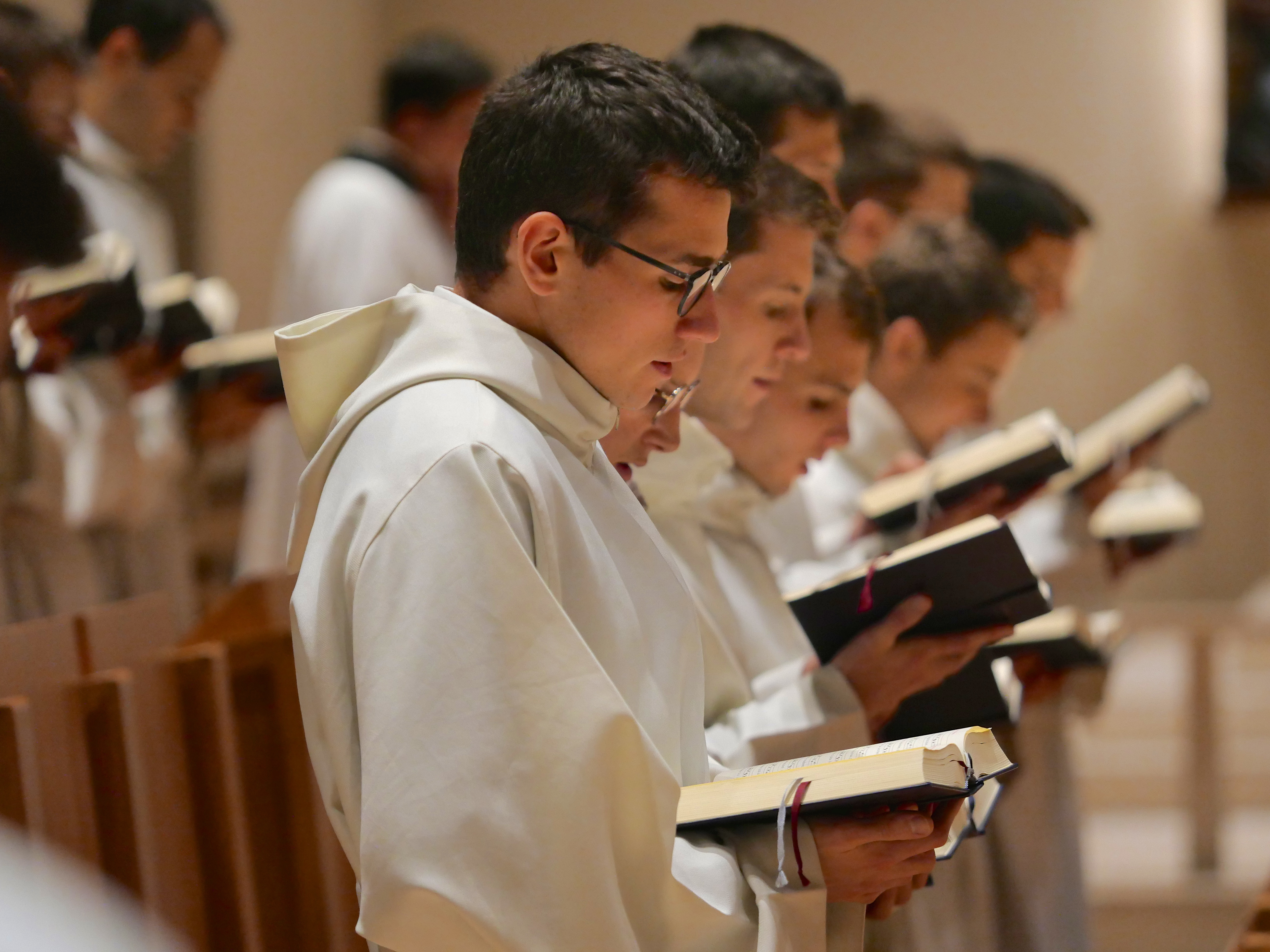
Liturgie des Heures au séminaire de la Communauté Saint-Martin.

L'office séculier est simplifié par rapport à l'office monastique. Prime est supprimé. Une seule des trois petites Heures (ou « office du milieu du jour », tierce, sexte, none) est désormais obligatoire dans la célébration en dehors du chœur. Tout comme la prière de l'Angélus, on considère généralement trois prières obligatoires par jour, surtout pendant les solennités et pendant les temps de l'Avent ou du Carême.
Le livre des Psaumes est réparti sur quatre semaines (avec plusieurs omissions de psaumes imprécatoires (en)). L'office des vigiles ou matines, initialement destiné à sanctifier la fin de la nuit, a été supprimé lors de la récente réforme liturgique pour être remplacé par un « office des lectures » qui n'a plus - comme tel - vocation à sanctifier un moment précis de la journée et peut être célébré à toute heure.
Le livre liturgique de référence pour l'office séculier est l'Antiphonale Romanum édité par l'Abbaye de Solesmes. Sa publication n'étant pas complète, les Heures Grégoriennes, édité par la communauté Saint-Martin, sont le seul ouvrage permettant de célébrer en langue latine et en chant grégorien les heures du jour de l'office séculier.

#### Contenu
L'office séculier actuel comporte :
1. Lectures : entre minuit et le lever du jour, ou à toute autre heure de la journée ;
2. Laudes : à l'aube ;
3. Tierce (troisième heure après le levant) : à 9 heures ;
4. Sexte (sixième heure après le levant) : à midi environ ;
5. None (neuvième heure après le levant) : à 15 heures environ ;
6. Vêpres : au début de soirée (vers 17 heures) ;
7. Complies : le soir, après le coucher du soleil.

### Office monastique

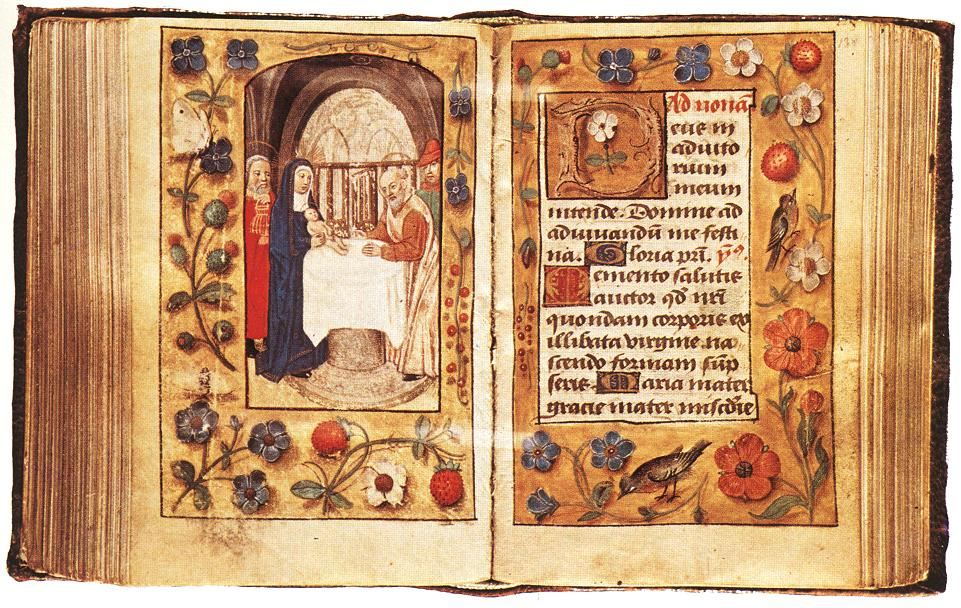
Livre d'heures de l'abbaye bénédictine de Pannonhalma, en Hongrie, v. 1480.

La règle de saint Benoît, fixée vers 530, donne une grande importance à la célébration de l'office divin : chapitre VIII à XIX. Le père des moines d'Occident indiquait ainsi les heures monastiques :
1. Vigiles : entre minuit et le lever du jour ;
2. Laudes : à l'aube ;
3. Prime (première heure après le levant) : après le lever du soleil ;
4. Tierce (troisième heure après le levant) : à 9 heures ou avant la grande messe[9] ;
5. Sexte (sixième heure après le levant) : à midi environ ;
6. None (neuvième heure après le levant) : à 15 heures environ ;
7. Vêpres : (l'après-midi ou au début de soirée) : vers 17 heures ;
8. Complies : le soir, après le coucher du soleil.

Ainsi, traditionnellement, la liturgie des Heures des monastères est répartie en sept offices du jour et les vigiles de la nuit. En effet, saint Benoît précisait dans la règle sa raison (chapitre 16) : « Le Prophète a dit : Sept fois le jour j’ai chanté tes louanges (Ps 119,164). Nous remplirons aussi nous-mêmes ce nombre sacré de sept, si aux laudes, prime, tierce, sexte, none, vêpres et complies, nous nous acquittons des devoirs de notre service. Car c’est à ces heures du jour que s’applique la parole : J’ai célébré tes louanges sept fois le jour, comme c’est au sujet des vigiles de la nuit que le même Prophète a dit : Au milieu de la nuit, je me levais pour te louer (Ps 119,62). Offrons donc à ces Heures-là nos louanges à notre Créateur des jugements de sa justice : c’est-à-dire aux laudes, prime, tierce, sexte, none, vêpres, complies ; et la nuit, levons-nous pour le louer ».

En tant qu'axes, les principales Heures restent toujours lors des laudes au matin ainsi que des vêpres au soir,. À la suite de la réforme tenue en 1971, ces deux offices sont dorénavant célébrés avec le même degré de solennité. D'une part, il s'agit des temps du levant et du coucher de soleil, ou le début et la fin du jour, qui sont importants pour le travail manuel dont les abbayes ont besoin. D'autre part, dans le contexte historique, après les premiers siècles, une seule célébration des vigiles se transforma en trois offices séparés, c'est-à-dire les offices de vêpres ainsi que de matines, de Laudes. Pour l'office de la nuit, vigiles ou actuellement matines, saint Benoît citait le même psaume (chapitre 16) : « Au milieu de la nuit, je me lève pour vous louer, à cause des jugements de votre justice (Ps 119,62). » C'est la raison pour laquelle un certain nombre de monastères célèbrent encore les vigiles au milieu de la nuit,. Les petites Heures, quant à elles, sont trois (selon la tradition, quatre) offices plus courts de la journée, vraisemblablement imitant les heures traditionnelles de la prière juive : (prime supprimé en 1964 suite à l'instruction de l'article 89 de Sacrosantum Concilium), tierce, sexte, none (toujours chapitre XVI). Les complies sont d'ailleurs la prière avant le repos de la nuit (même chapitre).

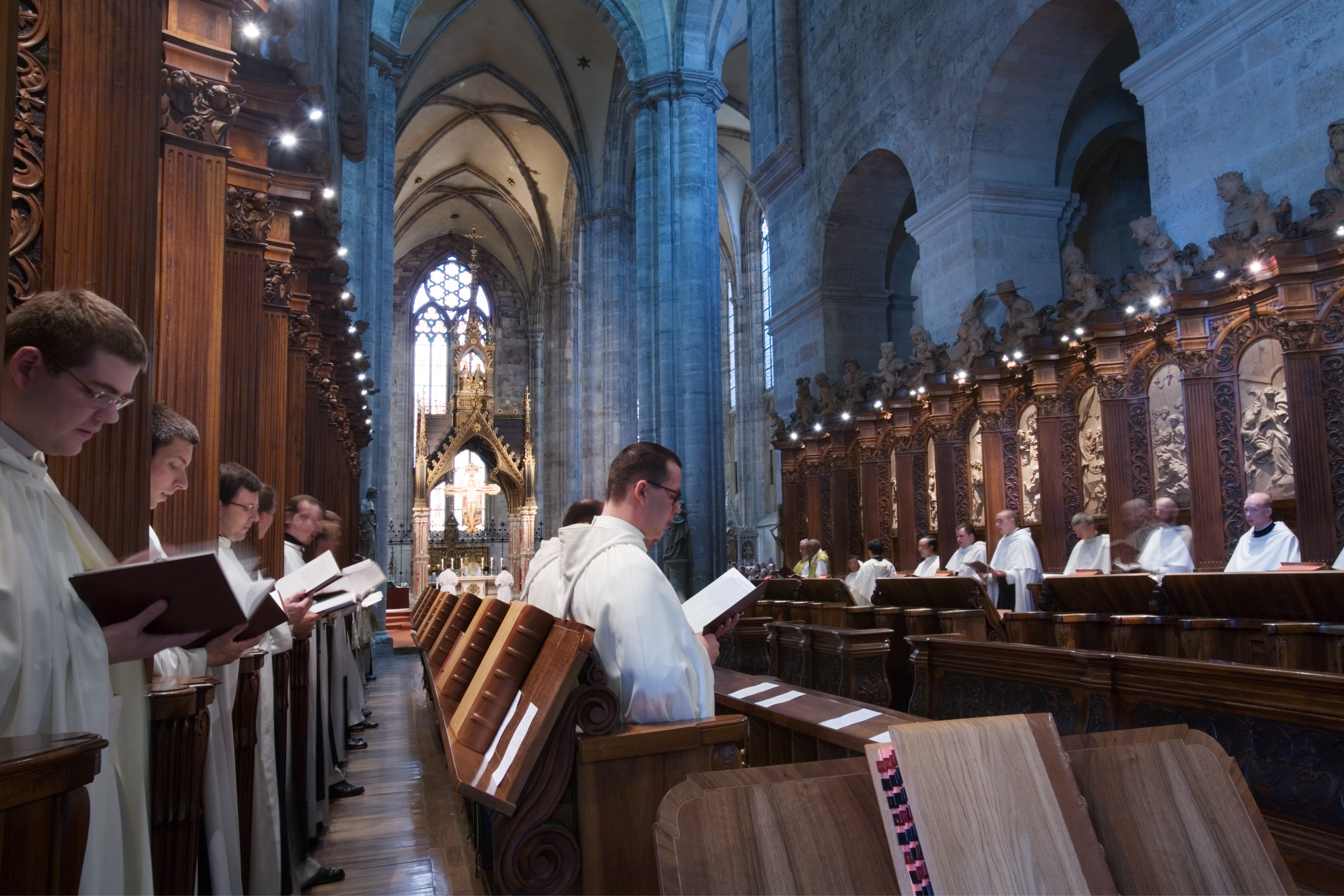
Office divin en l'abbaye de Heiligenkreuz.

De nos jours, la pratique de la liturgie des Heures n'est pas identique parmi les abbayes. En conservant la tradition ancienne, de nombreuses communautés monastiques sont en effet autorisées à continuer l'office de prime, supprimé à la suite de la réforme liturgique introduite par le concile Vatican II (Paul VI, motu proprio Sacram liturgiam du 16 février 1964).
Si l'un de ces offices coïncide avec la célébration de la messe, celui-ci peut être intégré dans la messe.
Au regard des textes, un office comprenant des lectures plus longues de la Bible et de la tradition chrétienne a lieu soit pendant la nuit, soit au petit matin, soit à un autre moment de la journée, à savoir aux vigiles, aux matines ou lors de l'office des lectures qui peut être récité au moment le plus favorable. Les psaumes sont traditionnellement répartis sur une semaine selon la règle de saint Benoît, mais aujourd'hui sur deux ou un laps de temps plus long. Saint Benoît demandait d'exécuter 12 psaumes lors de l'office de matines. De nos jours, cet office se constitue principalement d'« un moins grand nombre de psaumes ».

## Structure d'un office

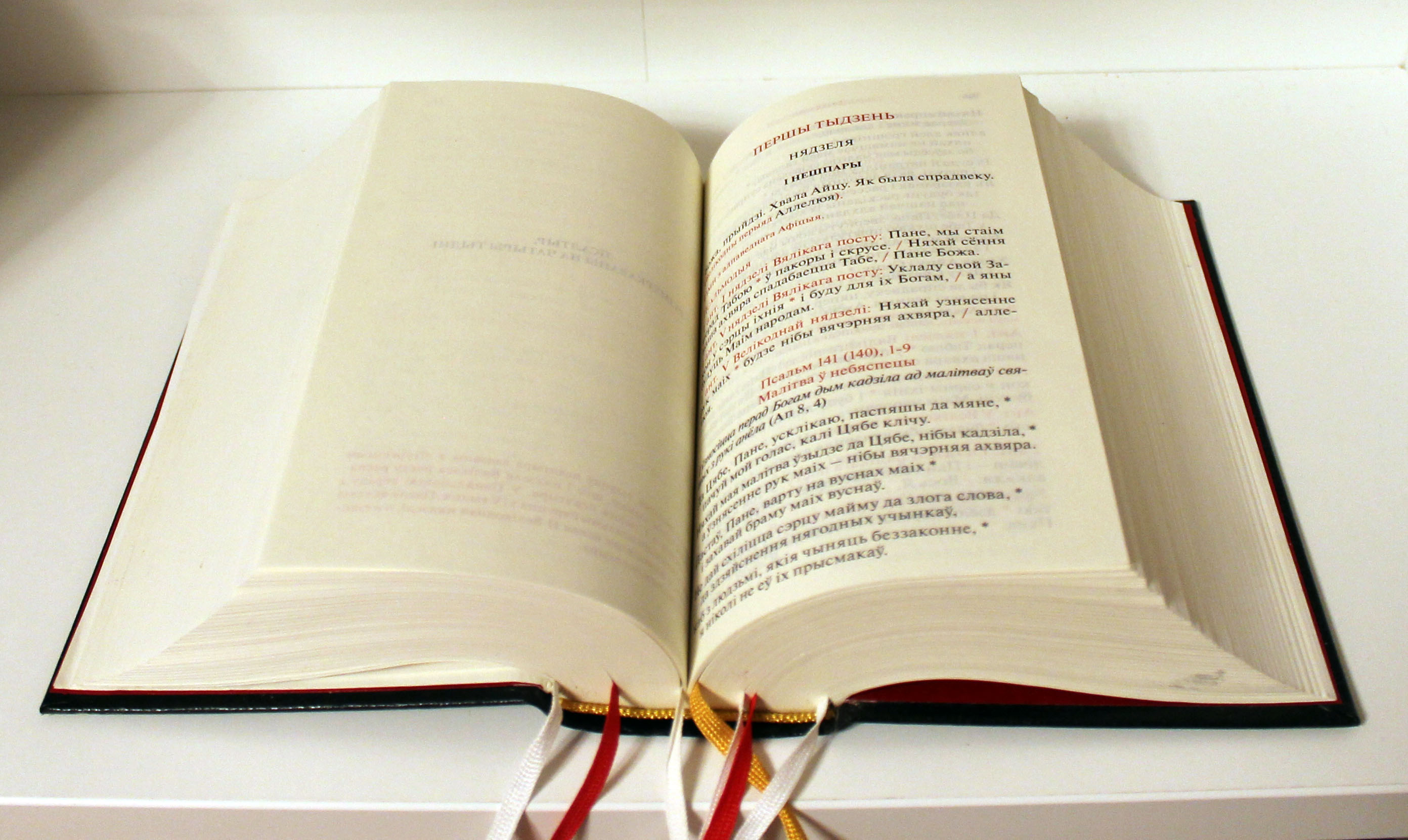
Livre des Heures en biélorusse.

La prière de l'office se nourrit principalement de l'Écriture sainte. Voici le schéma type d'un office :
- introduction : verset en tant qu'invocation tirée du Psaume 70 (69), 2 : « Dieu, viens à mon aide, Seigneur à notre secours ». Au premier office du jour, cette invocation est remplacée par le verset « Seigneur ouvre mes lèvres, et ma bouche publiera ta louange » (Ps 51,17) selon la règle de saint Benoît (chapitre IX), suivi du psaume invitatoire, qui est traditionnellement le Psaume 94 (même chapitre), qui peut être remplacé par d'autres psaumes au choix depuis la réforme du concile Vatican II ;
- hymne : texte chanté donnant la tonalité de l'Heure, généralement en rapport avec le temps liturgique ou le saint fêté ce jour-là ;
- psaumes en nombre variable, précédés et suivis chacun d'une courte phrase chantée : l'antienne; l'office de laudes intercale un cantique de l'Ancien Testament entre les deux psaumes, et l'office de vêpres conclut les deux psaumes par un cantique du Nouveau Testament tiré des épîtres ou de l'Apocalypse ;
- capitule : lecture d'un court passage de la Bible ;
- répons, reprise chantée d'un passage biblique lié au temps liturgique ou au saint fêté ce jour-là ;
- un cantique du Nouveau Testament : à laudes, le « Benedictus » ou Cantique de Zacharie (Bible Segond 1910/Évangile selon Luc 1,68-79) ; à vêpres, le « Magnificat » ou Cantique de la Vierge Marie (Bible Segond 1910/Évangile selon Luc 1,46-55) ; à complies, le Nunc dimittis (« Maintenant ô Maître, tu peux laisser ton serviteur s'en aller dans la paix ») ou Cantique de Siméon. Le chant solennel de ces cantiques qui résument tout le sens de l'histoire du salut est le sommet vers lequel converge la célébration de la liturgie des Heures ;

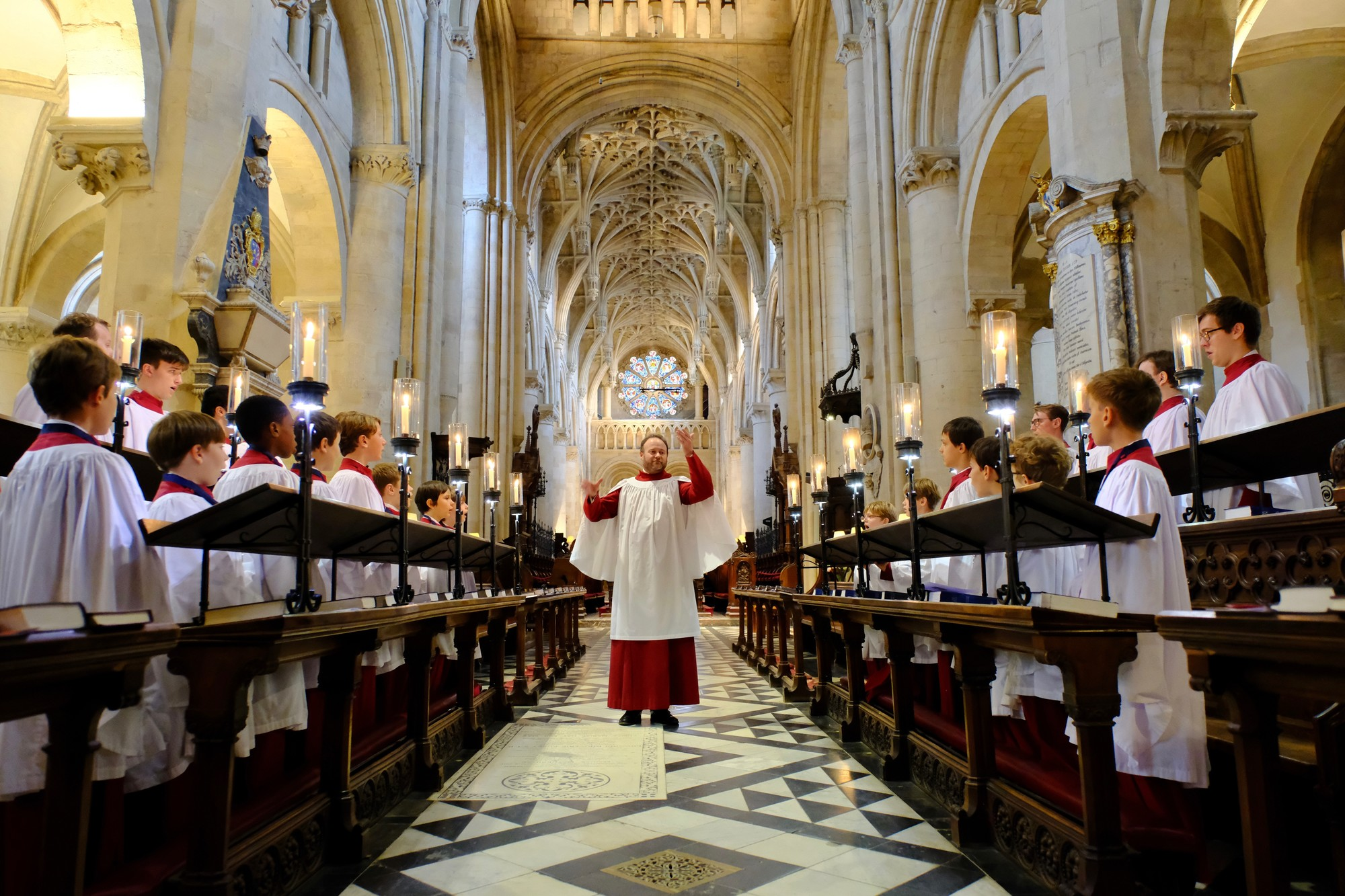
Vêpres anglicanes en la cathédrale Christ Church d'Oxford.

- prière litanique (ou intercession) : Kyrie eleison ou équivalent, accompagné d'invocations pour l'Église et pour tous les hommes ;
- prière du Notre Père (Bible Segond 1910/Évangile selon Matthieu 6,9-13) ;
- oraison du jour (qui, à laudes et à vêpres, est souvent la collecte de la messe du jour) ;
- conclusion : Bénissons le Seigneur. / Nous rendons grâce à Dieu.

Les petites Heures (prime, tierce, sexte, none), ainsi que les complies, sont plus courtes. L'office des lectures (qui est appelé vigiles ou matines chez les moines) comprend de plus longues lectures de la Bible et d'auteurs ecclésiastiques (Pères de l'Église, Docteurs de l'Église, papes, ou auteurs reconnus pour la valeur de leurs écrits). Le concile Vatican II a supprimé l'heure de prime (constitution Sacrosanctum Concilium, art. 89), qui a été considérée comme faisant double emploi avec les laudes.